# Casa de les Llibertats
La Casa de les Llibertats (Casa delle Libertà (CdL) en italià) és una coalició electoral de centredreta italià, fundada el 2000 sota el lideratge de Silvio Berlusconi. La coalició es va constituir especialment per a les Eleccions legislatives italianes de 2001 sobre la base de les coalicions de partits moderats en anteriors eleccions, el Pol de les Llibertats i el Pol per la Llibertat. La coalició va guanyar a les eleccions de 2001 i va formar un govern liderat per Berlusconi que va durar fins a 2005 i altre, també liderat per Berlusconi, fins al 2006.

## Composició
Els partits fundadors de la Casa de les Llibertats són: 
- Forza Italia, projecte polític d'estampa liberal i neoliberal creat i liderat per Berlusconi.
- Alleanza Nazionale, partit conservador i nacionalista de dreta fundat per Gianfranco Fini.
- Unió dels Demòcrates Cristians i de Centre, partit demòcrata cristià i centrista, nascut de la fusió del CCD, CDU i DE. El principal referent ideològic d'aquest partit és Pier Ferdinando Casini. La Unió abandonaria la coalició el 2006, declarant conclosa la Casa de les Llibertats, però confirmant la seva col·locació l'en centredreta.
- Lliga Nord, moviment federalista de les regions septentrionals liderat per Umberto Bossi.
- Partit Socialista - Nou PSI, formació d'inspiració social liberal, dirigit per Gianni De Michelis.
- Partit Republicà Italià, partit centrista liderat per Giorgio La Malfa i Francesco Nucara.

Al llarg dels cinc anys en el govern s'hi van integrar nous partits, sobretot en els últims anys, quan es veia possible que la Casa de les Llibertats tornés a vèncer les eleccions. Així, es van integrar els següents partits: 
- El gener de 2006 s'adhereix la Democràcia Cristiana per a les Autonomies de Gianfranco Rotondi. En el mateix període entren en la coalició forces d'extrema dreta com a Alternativa Social d'Alessandra Mussolini, la Flama Tricolor de Lucca Romagnoli i el Partit Nacional Democràtic, encara que aquest últim àdhuc no s'ha presentat a cap elecció. També sostenen la coalició els Reformadors Liberals (d'inspiració radical, contraris a l'aliança de centreesquerra) i el Moviment per l'Autonomia (especialment actiu al sud del país).
- A les eleccions generals de 2006 es van presentar amb la Casa de les Llibertats partits menors com el nou Partit Liberal Italià de Stefano De Lucca, la llista dels Pensionistes Units (una escissió del Partit Pensionistes), els Verds Verds, el moviment NO Euro, SOS Itàlia, Itàlia de Nou, Pacte Segni, Partit Sard d'Acció i els moviments regionals de Sicília, Pacte per Sicília, Nova Sicília i el Pacte Cristià Extens.
- En novembre de 2006 entra en la coalició el Partit Pensionistes, que en les eleccions havia demanat el vot per a L'Unione.

## Història
La CdL neix com a descendent de l'experiència del govern de coalició de centredreta de 1994 a 1996. El primer envit electoral són les eleccions regionals de 2000, però el principal objectiu són les eleccions de 2001, en les quals la CdL superés a la coalició de centreesquerra L'Ulivo. La Casa de les Llibertats havia presentat Silvio Berlusconi com a candidat, mentre que L'Ulivo havia proposat Francesco Rutelli (encara que cal recordar que l'elecció del president del Consell de Ministres d'Itàlia és prerrogativa del president de la República).
La coalició de centredreta entra en el govern afrontant un complicat panorama internacional amb un terrorisme internacional després dels atemptats de l'11 de setembre de 2001 a Nova York. El govern nou dona suport a l'atac estatunidenc a l'Afganistan i més endavant a Iraq. Les principals reformar realitzades per la CdL en els dos governs van ser la reforma d'estat i de govern, la de l'escola, la del mercat de treball, de les pensions, del sistema radiotelevisiu i de la justícia entre d'altres.
Aprovada el novembre de 2005, la reforma introdueix el federalisme i concedeix més competències a les regions d'Itàlia, també planejava reduir el nombre de membres del Parlament. A més, disminuïen les competències del president i s'augmenten les del President del Consell de Ministres d'Itàlia. La reforma va ser aprovada al parlament només pels membres de la coalició, inferiors als dos terços del total de la càmera, pel que va haver de realitzar-se un referèndum.que es va celebra el 25 i 26 de juny de 2006. El «No» va vèncer per àmplia majoria (el 61,32% del 52,30% que va votar el referèndum), deixant suspesa la reforma.

## Composició

### Del 2000 al 2006
La coalició va estar formada inicialment pels següents partits polítics:
| Partit | Partit                              | Ideologia                    | Líder                  |
| ------ | ----------------------------------- | ---------------------------- | ---------------------- |
|        | Forza Italia (FI)                   | Conservadorisme liberal      | Silvio Berlusconi      |
|        | Aliança Nacional (AN)               | Conservadorisme nacionalista | Gianfranco Fini        |
|        | Lliga Nord (LN)                     | Regionalisme                 | Umberto Bossi          |
|        | Centre Cristià Democràtic (CCD)     | Democràcia Cristiana         | Pier Ferdinando Casini |
|        | Cristians Democràtics Units (CDU)   | Democràcia Cristiana         | Rocco Buttiglione      |
|        | Nou Partit Socialista Italià (NPSI) | Socialdemocràcia             | Gianni De Michelis     |
|        | Partit Republicà Italià (PRI)       | Liberalisme                  | Giorgio La Malfa       |

### Del 2006 al 2008
Composició durant les eleccions legislatives de 2006.
| Partit | Partit                                           | Ideologia                    | Líder                  |
| ------ | ------------------------------------------------ | ---------------------------- | ---------------------- |
|        | Forza Italia (FI)                                | Conservadorisme liberal      | Silvio Berlusconi      |
|        | Aliança Nacional (AN)                            | Conservadorisme nacionalista | Gianfranco Fini        |
|        | Lliga Nord (LN)                                  | Regionalisme                 | Umberto Bossi          |
|        | Unió dels Demòcrates Cristians i de Centre (UDC) | Democràcia Cristiana         | Pier Ferdinando Casini |
|        | Democràcia Cristiana per a les Autonomies (DCA)  | Democràcia Cristiana         | Gianfranco Rotondi     |
|        | Nou Partit Socialista Italià (NPSI)              | Socialdemocràcia             | Gianni De Michelis     |
|        | Moviment per l'Autonomia (MpA)                   | Regionalisme                 | Raffaele Lombardo      |
|        | Reformadors Liberals (RL)                        | Liberalisme                  | Benedetto Della Vedova |

## Resultats electorals

### Parlament italià
| Any  | Líder             | Vots            | %    | Diputats  | +/− | Vots            | %    | Senadors  | +/- |
| ---- | ----------------- | --------------- | ---- | --------- | --- | --------------- | ---- | --------- | --- |
| 2001 | Silvio Berlusconi | 16,915,513 (1r) | 45.4 | 368 / 630 | Nou | 14,406,519 (1r) | 42.5 | 176 / 315 | Nou |
| 2006 | Silvio Berlusconi | 18,995,697 (2n) | 49.7 | 281 / 630 | 87  | 17,359,754 (1r) | 49.8 | 156 / 315 | 20  |